# Musteața
Musteața è un comune della Moldavia situato nel distretto di Fălești di 1.602 abitanti al censimento del 2004